# Mihaljevac
Mihaljevac is een plaats in de gemeente Plitvička Jezera in de Kroatische provincie Lika-Senj. De plaats telt 66 inwoners (2001).